# Port Harcourt
Port Harcourt is een grote stad in het zuidoosten van Nigeria, 11 uur rijden ten oosten van Lagos en 11 uur ten zuiden van Abuja. Het ligt in de staat Rivers en is daar tevens de hoofdstad van. Steeds meer internationale bedrijven vestigen zich hier, omdat het een relatief rustige stad is, in vergelijking met onder andere Lagos en Warri. Onder andere Royal Dutch Shell heeft hier een vestiging.
Sinds 2006 is de situatie echter gewijzigd. Port Harcourt wordt geteisterd door aanhoudende onrust, i.t.t. het nu relatief veilige Warri. Sinds begin 2007 geldt een negatief reisadvies voor dit gebied
De stad heeft 1.148.665 inwoners (2005).
Toeristische attracties zijn:
- Port Harcourt Tourist beach
- de dierentuin
- Bonny Island

## Geschiedenis
Op 10 december 2005 stortte op de internationale luchthaven Port Harcourt een vliegtuig neer. Zie voor meer informatie daarover: Sosoliso Airlines vlucht 1145.

## Geboren
- Finidi George (1971), voetballer
- Emmanuel Ebiede (1978-2023), voetballer
- Manasseh Ishiaku (1983), voetballer
- Bernie Ibini-Isei (1992), voetballer
- Fred Friday (1995), voetballer
- Precious Achiuwa (1999), basketballer